# India Pale Ale
Pour les articles homonymes, voir IPA.

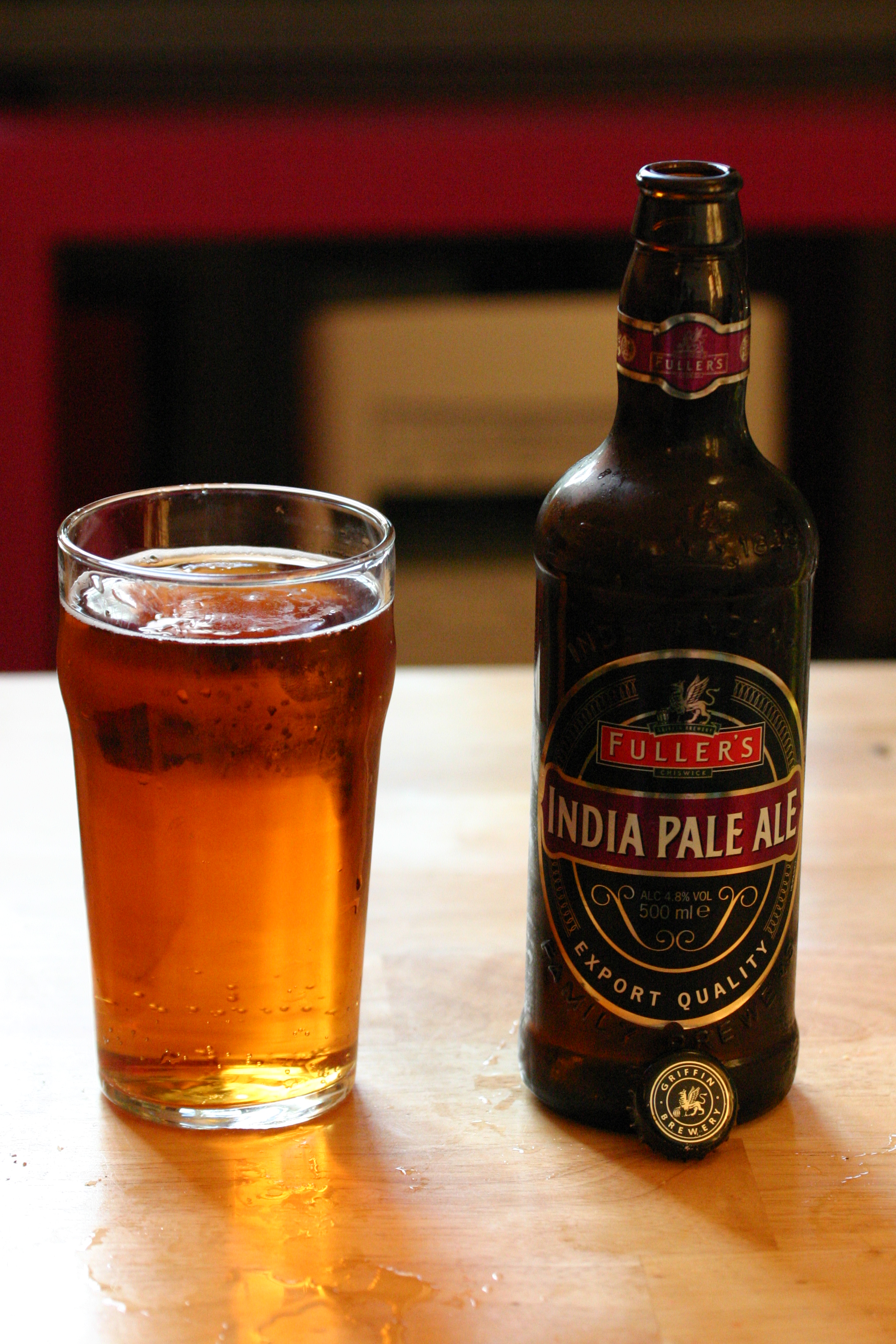
Verre et bouteille dIndia Pale Ale

India Pale Ale, abrégé en IPA, est une bière de fermentation haute d'origine anglaise.

## Historique
Les IPA (India Pale Ale) ont été développées au XVIIIe siècle pour approvisionner les troupes coloniales britanniques en Inde, la bière supportant mal la traversée. Les IPA, grâce à l'ajout de sucre et de houblon, auraient été préservées.
Cependant, cette histoire semble avoir été inventée par le brasseur anglais George Hodgson, alors principal brasseur d'IPA, au début du XIXe siècle. Les bières habituelles supportaient généralement mal le voyage de Grande-Bretagne vers les Indes. La Bow Brewery de George Hodgson était devenue, grâce à ses liens avec la Compagnie britannique des Indes orientales, le principal exportateur d'alcool vers les Indes. La Compagnie encourageait ce commerce pour deux raisons : 1o le voyage vers les Indes des Indiamen se faisait sinon à vide ; 2o à défaut de bière, impossible à brasser sur place en raison du climat, les colons risquaient de boire des alcools locaux, dangereux pour la santé.
Jusqu'au XVIIe siècle, la bière est brassée avec du malt torréfié dans des fours alimentés au bois ou à la paille, ce qui lui donne un goût de fumée, ainsi qu'une couleur brune. Avec la révolution industrielle, le coke à la combustion bien plus propre, permet de produire une bière pale, comme l'IPA.
Les bières IPA gagnent ensuite en popularité, et les brasseries se multiplient. L'une d'elles, Bass Brewery, produit la bière la plus vendue au monde et acquiert une renommée mondiale.
Le déclin des bières IPA est causé notamment par l'arrivée de l'eau tonique dans l'Empire britannique, le développement du commerce de la glace, et surtout par le développement de la réfrigération, qui permet de brasser la bière toute l'année et de la servir fraîche. En 1870, le Premier ministre William Ewart Gladstone décide de taxer la bière selon son degré d'alcool, pénalisant les IPA par rapport à des bières plus légères. Puis avec la Première Guerre mondiale les céréales sont réquisitionnées, ce qui fait encore baisser le degré des bières. La plupart des brasseurs sont rachetés ou font faillite.
À la fin des années 1980, avec l'essor des microbrasseries, certaines brasseries artisanales des États-Unis ont relancé la fabrication d'IPA. Cette tendance de l'IPA est arrivée en Europe au cours de la décennie 2010.

## Caractéristiques
L'IPA est une bière généralement blonde à ambrée, avec un taux d'alcool plus élevé que la moyenne (environ 7 %). Elle est fortement amère, car elle est riche en houblon. Initialement utilisés pour leurs propriétés antiseptiques, les houblons utilisés aujourd’hui le sont davantage pour leurs propriétés aromatiques. Ajoutés en fin d'ébullition lors du brassage de la bière, ils permettent d'apporter, grâce aux composés aromatiques et huiles essentielles contenus dans leurs glandes à lupulin, des notes prononcées de fruits : agrumes, fruits exotiques, pêche… voire des arômes floraux.

## Styles
Comme variation du style India Pale Ale, plusieurs sous-styles coexistent :
- Black IPA
- Double IPA
- Mediterranean IPA
- New England IPA (NEIPA : « New England India Pale Ale »)
- Triple IPA
- West Coast IPA
- White IPA